# Helalyn Flowers
Gli Helalyn Flowers sono un gruppo musicale di Roma, attivo a partire dal 2005, precedentemente formatosi nel 2004 sotto il nome di The Claw. I membri fondatori sono Noemi Aurora voce, sintetizzatori, compositrice, e maXX chitarra, basso, compositore, ingegnere del suono.
La band è conosciuta per uno stile musicale unico che unisce l'industrial metal, l'elettropop e la dark wave ad una voce sensuale ed estremamente versatile della carismatica frontwoman Noemi Aurora. La loro potente miscela ha influenzato numerosi gruppi emergenti in ambito internazionale. I loro album sono pubblicati per l'etichetta discografica belga Alfa Matrix.

## Discografia

### Album in studio
- 2007 – A Voluntary Coincidence
- 2009 – Stitches Of Eden
- 2013 – White Me In Black Me Out
- 2015 – Sonic Foundation
- 2018 – Nyctophilia

### EP
- 2005 – Disconnection
- 2006 – E-Race Generation
- 2007 – Plaestik
- 2009 – Spacefloor Romance
- 2013 – Videodope
- 2015 – Beware Of Light - Feat. Chris Pohl
- 2018 – Kamikaze Angel

### Remix Albums
- 2007 – A Voluntary Coincidence Bonus Disc
- 2009 – The Comets Garden
- 2013 – Wireless Survivors
- 2015 – Androids In Agony
- 2018 – Blue Hour

### Collaborazioni e Remix
- Waste My Time - Blutengel - feat. Noemi Aurora Helalyn Flowers Remix
- Celebration Fornication - Junksista - feat. Noemi Aurora
- Blacklist - Sin.Sin - feat. Noemi Aurora
- Rise - Simon Carter - feat. Noemi Aurora
- In My Aurora - Aesthetische - feat. Noemi Aurora
- Far From Humans - Alien Vampires/Suicide Commando - feat. Noemi Aurora Helalyn Flowers Remix
- Raindrops - Ms. Larsen / Ruud Julie - feat. Noemi Aurora Helalyn Flowers Remix
- Streaming - Inertia - feat. Noemi Aurora Helalyn Flowers Remix
- Killer Queen - Zombie Girl - feat. Noemi Aurora Helalyn Flowers Remix
- Fight Dirty - Angelspit - feat.Helalyn Flowers
- Return - Bruderschaft - feat. Noemi Aurora Helalyn Flowers Remix
- Strictly Physical - Junksista - feat. Noemi Aurora
- Away from Paradise - Extize - feat. Noemi Aurora Helalyn Flowers Remix
- The Perfect Day To Die - Adam - feat. Noemi Aurora
- Purple - Lovelorn Dolls - feat. maXX Helalyn Flowers Remix
- This Is Your End - Unter Null - Helalyn Flowers Remix
- Snakes - XMH - Helalyn Flowers Remix
- All You Can Eat - Junksista - Helalyn Flowers Remix
- Happy Valentine - Lovelorn Dolls - Helalyn Flowers Remix
- Paranoid - Junksista - Helalyn Flowers Remix
- King 0 - Halo In Reverse - Helalyn Flowers Remix
- Her Song - Suicidal Romance - Helalyn Flowers Remix
- We're all stars on our snuff suicide - Digitalis Purpurea - Helalyn Flowers Remix
- Prozac Nation - Left Spine Down - Helalyn Flowers Remix
- Diva Paranoia - Synapsyche - Feat. Noemi Aurora